# Yoma algina
Espèce
Yoma algina est une espèce d'insectes lépidoptères de la famille des Nymphalidae, de la sous-famille des Nymphalinae et du genre Yoma.

## Dénomination
Le nom d'Yoma algina a été donné par Jean-Baptiste Alphonse Dechauffour de Boisduval en 1832.
Synonymes : Vanessa algina Boisduval, 1832.

### Sous-espèces
- Yoma algina algina
- Yoma algina helisson Fruhstorfer
- Yoma algina kokopona Hagen
- Yoma algina manusi Rothschild, 1915
- Yoma algina netonia Fruhstorfer; en Nouvelle-Guinée.
- Yoma algina odilla Fruhstorfer
- Yoma algina parvifascia Rothschild, 1915
- Yoma algina pavonia Mathew
- Yoma algina vestina Fruhstorfer, 1912
- Yoma algina vulcanica Rothschild, 1915[1].

## Description
C'est un grand papillon marron presque noir aux ailes barrées par une large bande orange.
Le revers est ocre foncé.

## Biologie

### Plantes hôtes
Les plantes hôtes de sa chenille sont des Hemigraphis reptans pour Yoma algina netonia.

## Écologie et distribution
Il est présent en Océanie, en Nouvelle-Guinée et dans les iles qui lui sont proches. 

### Protection
Pas de statut de protection particulier.